# Karel Cogge
Karel Lodewijk Cogge (Furnes, 31 janvier 1855 - 15 juin 1922) était un superviseur du Wateringue du nord de Furnes (Noordwatering van Veurne). Il participa à l'inondation de la plaine de l'Yser qui permit l'arrêt de l'avance allemande en octobre 1914.

## Inondation
Dans les premiers mois de la première guerre mondiale, sous la pression allemande, l'armée belge doit se replier derrière l'Yser lors de la bataille de l'Yser. Pour entraver l'avance allemande, il fut imaginé par le commandement de l'armée belge, et notamment par Prudent Nuyten, de rendre impraticable par l'eau une grande partie d'une rive du fleuve. Il fallait dès lors faire appel à de fins connaisseurs des canaux, des marées et du fleuve afin d'être sûr que les terres occupées par les troupes belges ne soient également immergées. 
Karel Cogge avait été enrôlé comme ouvrier dans une équipe de la Wateringue Nord de Furnes en 1885. Il fut très rapidement nommé contremaître. Dès 1894, il est surveillant des travaux. C'est pourquoi, en octobre 1914, il est signalé au commandement de l'Armée belge comme étant l'homme le
plus apte à donner d'avisés conseils pour l'inondation d'une partie du champ de bataille. 
Le dimanche 25 octobre 1914, le commandant d'état-major Prudent Nuyten, d'Ypres et qui parlait également le patois local, convoqua et interrogea Karel Cogge sur les possibilités d'inondation de la région comprise entre le remblai de la ligne de chemin de fer Dixmude-Nieuport et la rive gauche de l'Yser.
À la suite de cette discussion, Cogge partit reconnaître la ligne de chemin de fer avec le capitaine-commandant du génie Victor Jamotte. Le génie bouche les aqueducs passant sous le talus de la voie ferrée et une digue circulaire est construite entre le canal de Furnes et le chemin de fer. Ces opérations, effectuées sous la pluie et dans l'obscurité totale, furent très pénibles et meurtrières, avec les Allemands à 400 mètres.
Durant les deux nuits suivantes, les 26 et 27 octobre, le capitaine du génie Robert Thys emmène Cogge pour le guider vers le Kattesas, une écluse au nord de la patte d'oie à Nieuport, avec quelques soldats afin de l'ouvrir à la marée montante. Cela n'est pas suffisant et le 29, les écluses sont ouvertes une troisième fois. À la suite d'une proposition de Karel Cogge d'abord refusée car trop proche des lignes allemandes, l'état-major décide finalement d'ouvrir le déversoir du Noordvaart, une opération qui est renouvelée les 30 et 31. Le capitaine Umé, le caporal Balon, les soldats Cop et Van Belle avec l'aide du batelier Hendrik Geeraert sont chargés de la mission. 
Le 1er novembre, toute la zone est finalement inondée par une eau limoneuse et les Allemands sont obligés de se retirer sur la rive droite de l'Yser alors même que l'empereur Guillaume II était arrivé à Tielt pour assister à ce qui devait être le coup de grâce donné à l'armée belge, le triomphe de l'armée allemande, et l'ouverture à celle-ci de la route vers Calais.
Pour sa contribution à l'inondation, Karel Cogge est fait chevalier de l'Ordre de Léopold par le Roi Albert le 4 novembre 1914.
Comme l'éclusier Hendrik Geeraert, il personnifie l'héroïsme de la résistance civile belge contre l'envahisseur allemand. En août 1914, à l'âge qu'il avait, il n'était ni mobilisé ni mobilisable. Mais au lieu d'évacuer le champ de bataille qu'étaient devenus sa ville et les alentours pour se mettre à l'abri, il a librement apporté à l'armée de son pays, tout son concours intellectuel, en lui livrant toute sa science sur les canaux et les écluses de la plaine de l'Yser, et toute sa bravoure, en prenant des risques physiques immenses lors de l'ouverture de l'écluse du Kattesas (nl).

## Memorabilia
Un buste le représentant fut inauguré à Furnes le 7 août 1927.
Une rue porte son nom à Furnes, à Berchem et à Bruxelles (rue de l'éclusier Cogge).

## Vie privée
De ses prénoms officiels Carolus Ludovicus, Karel Cogge était né à Furnes le 31 janvier 1855. Fils de Franciscus Josephus Cogge, ouvrier, âgé de 32 ans, né et demeurant à Furnes, et de son épouse Blondina Justina Lancsweert, âgée de 25 ans, également née et demeurant à Furnes, Karel fut très tôt orphelin de père puisque ce dernier mourut à Furnes le 26 juin 1857. 
De la levée de 1875, et ayant tiré le n° 42, il fut incorporé le 9 juin 1875 au 2e régiment de Lanciers.    
Karel Cogge avait épousé à Furnes le 3 novembre 1880 Maria Theresia Mietje Libbrecht avec qui il eut douze enfants dont dix décédèrent en bas âge.
Leur fils Kamiel (ou Camille) était officier de carrière dans l'armée belge durant la première guerre mondiale et termina colonel. Leur fille Clémentine resta célibataire.

## Sources
- (nl) Cet article est partiellement ou en totalité issu de l’article de Wikipédia en néerlandais intitulé « Karel Cogge » (voir la liste des auteurs).